# مهرجان القاهرة السينمائي الدولي الثالث والثلاثون
انطلق مهرجان القاهرة السينمائي الدولي الثالث والثلاثون في 10 نوفمبر واختتم في 20 نوفمبر 2009. كان المُخرج الهندي أدور جوبالاكريشنان رئيسًا للجنة التحكيم.

## الأفلام المشاركة
تنافست الأفلام التالية على الهرم الذهبي:
| العنوان باللغة العربية      | العنوان الأصلي           | المخرج                | البلد     |
| --------------------------- | ------------------------ | --------------------- | --------- |
| لويزا                       |                          | جونزالو كالزادا       | الأرجنتين |
| أنا أؤمن بالملائكة          | Vjerujem u Anđele        | نيكسا سفيليتشيتش      | كرواتيا   |
| عصافير النيل                | عصافير النيل             | مجدي أحمد علي         | مصر       |
| خطابات إلى الأب يآكوب       | بوستيا بابي جاكوبيل      | كلاوس هارو            | فنلندا    |
| القنفذ                      | لو هيريسون               | منى عشاش              | فرنسا     |
| العبيد في سنداتهم           | هذا هو الحال بالنسبة لي  | أدونيس ليكوريسيس      | اليونان   |
| أيام الرغبة                 | فاجياكوزا نابجاي         | جوزيف باكسكوفسزكي     | المجر     |
| مادهولال استمر في المشي     |                          | جاي تانك              | الهند     |
| نيويورك                     |                          | كبير خان              | الهند     |
| الأصدقاء في مقهى مارجريتا   | صديقاتي ديل بار مارجريتا | بوبي أفاتي            | إيطاليا   |
| دوامة                       | دوبوريس                  | جيتيس لوكساس          | ليتوانيا  |
| مصائر الكلمات المتقاطعة     | فينك اليام               | إدريس شويكة           | المغرب    |
| الغبار الصغير، الحب الحقيقي |                          | شين دونغ              | الصين     |
| شظايا                       | دزازجي                   | ماسيج بيبرزيكا        | بولندا    |
| أماليا                      |                          | كارلوس كويلو دا سيلفا | البرتغال  |
| حرب واحدة                   | مرة واحدة                | فيرا جلاجوليفا        | روسيا     |
| رأيت الشمس                  | غونيسي جوردوم            | محسون كيرميزجول       | تركيا     |

## مسابقة أفلام الديجيتال
عُرضت الأفلام التالية في المسابقة الرقمية لفئة الأفلام الطويلة.
| العنوان باللغة العربية  | العنوان الأصلي                 | المخرج                   | البلد           |
| ----------------------- | ------------------------------ | ------------------------ | --------------- |
| زهر                     | –                              | فاطمة زهرة زعموم         | الجزائر         |
| يوميات مفتوحة           | Open Diaries                   | ساشا شريبر               | كندا            |
|                         | Paris d'exil                   | أحمد زريق                | فرنسا           |
| مرفق طيه السيرة الذاتية | Im Anhang: Lebenslauf          | أندريا شور               | ألمانيا         |
| حنان                    | Τρυφερότητα                    | اناجيتوس كاراميتسوس      | اليونان         |
| دائرة السحرة            | Boszorkanykor                  | ديزسو زسيجموند           | المجر           |
| أول مرة                 | Mudhal Mudhal Mudhal Varai     | كريشنان سيشادري وجوماتام | الهند           |
| نشوة في                 | Ang Panggagahasa Kay Fe        | ألفين بي يابان           | الفلبين         |
| عقد                     | Contrato                       | نيكولاو برينر            | البرتغال        |
| انتظرني ولن أعود        | Čekaj me, ja sigurno neću doći | ميروسلاف مومسيلوفيتش     | صربيا           |
| النهايات القصوى         | Xtrems                         | أبيل فولك، جوان ريدويج   | إسبانيا         |
| ليلة رأس السنة          | New Year's Eve                 | جاكي آر ويلز             | سويسرا          |
| الحارس                  | Bekçi                          | أوزكان تيديمير           | تركيا           |
| ضائع                    | Godforsaken                    | جميل دهلافي              | المملكة المتحدة |

## مسابقة الأفلام العربية
عُرضت الأفلام التالية في المسابقة العربية للأفلام الطويلة.
| العنوان باللغة العربية | العنوان الأصلي   | إخراج            | البلد                    |
| ---------------------- | ---------------- | ---------------- | ------------------------ |
| رحلة إلى الجزائر       | رحلة إلى الجزائر | عبد الكريم بهلول | الجزائر                  |
| مصر الجديدة            | هليوبوليس        | احمد عبدالله     | مصر                      |
| عصافير النيل           | عصافير النيل     | مجدي أحمد علي    | مصر                      |
| موسم المشاوشة          | موسم المشاوشة    | محمد عاهد بنسودة | المغرب                   |
| أين أنت يا أيام        | فينك اليام       | إدريس شويكة      | المغرب                   |
| أمريكا                 | أمريكا           | شيرين دعيبس      | فلسطين/ الولايات المتحدة |
| المر والرمان           | المر والرمان     | نجوى نجار        | فلسطين                   |
| الليل الطويل           | الليل الطويل     | حاتم علي         | سوريا                    |
| ثلاثون                 | ثلاثة            | الفاضل الجزيري   | تونس                     |
| أسرار دفينة            | أسرار دفينة      | رجا عماري        | تونس                     |
| رحلة جميلة             | سفرة يا محلاها   | خالد غربال       | تونس/ فرنسا              |

## أفلام خارج المنافسة
عُرضت الأفلام التالية خارج المسابقة.
| العنوان باللغة العربية | العنوان الأصلي           | المخرج             | البلد                                    |
| ---------------------- | ------------------------ | ------------------ | ---------------------------------------- |
| ذبابة في الرماد        | La mosca in la ceniza    | غابرييلا ديفيد     | الأرجنتين                                |
| الانتظار إلى الأبد     | Hoy no se fía, mañana sí | فرانسيسكو أفيزاندا | إسبانيا/ فرنسا                           |
| وقت القاهرة            | –                        | ربا ندا            | كندا                                     |
| المسافر                | –                        | أحمد ماهر          | مصر                                      |
| تيزا                   | Teza                     | هايلي جريما        | إثيوبيا/ فرنسا/ ألمانيا                  |
| مارشال                 | MR 73                    | أوليفييه مارشال    | فرنسا                                    |
| أرملة في النهاية       | Enfin veuve              | إيزابيل ميرجاولت   | فرنسا                                    |
| العميل                 | Cliente                  | جوزيان بالاسكو     | فرنسا                                    |
| بيتنا                  | Home                     | يان أرثوس-بيرتراند | فرنسا                                    |
| الأوقات الضائعة        | Utolsó idők              | آرون ماتياسي       | المجر                                    |
| فجر العالم             | –                        | عباس فاضل          | فرنسا/ ألمانيا/ العراق                   |
| كازانيكرا              | –                        | نور الدين لخماري   | المغرب                                   |
| الكلمة رقم 6           | Палата № 6               | كارين شاخنازاروف   | روسيا                                    |
| يوم الهزيمة            | Dehb nepemome hux        | يامبورسكي فاليري   | أوكرانيا                                 |
| العازف المنفرد         | The Soloist              | جو رايت            | المملكة المتحدة/ الولايات المتحدة/ فرنسا |
| قتلة المدينة الجديدة   | New Town Killers         | ريتشارد جوبسون     | المملكة المتحدة                          |
| حدود السيطرة           | The Limits of Control    | جيم جارموش         | الولايات المتحدة/ اليابان                |

## لجنة التحكيم
| - أدور غوبالاكريشنان مخرج هندي (الرئيس) - بلقاسم حجاج، مخرج جزائري - Marcelo Mosenson, Argentinian producer - Anaïs Barbeau-Lavalette, Canadian actress and director - Hala Fakher, Egyptian actress - Moustafa Fahmi, Egyptian actor and cinematographer - Giuseppe Piccioni, Italian director, writer, actor and producer - إينديبورغا دابكنايته, Lithuanian actress - Krzysztof Krauze, Polish director and screenwriter - Ioana Maria Uricaru, Romanian director - خوان دييغو بوتو, Spanish actor - توم بيرينجر, American actor | - Victor Okhai, Nigerian director, writer and producer (President) - نادية قاسي, Algerian actress - Marianne Khoury, Egyptian director and producer - Imma Piro, Italian actress - Vikas Swarup, Indian writer - Joanna Kos-Krauze, Polish director and screenwriter - رشيد فرشيو, Tunisian director and screenwriter - نورما هايمان, English actress - Edreace Purmul, American director | - الممثل المصري يحيى الفخراني رئيسًا - المخرج الجزائري إلياس سالم - الممثلة المصرية غادة عادل - المخرج العراقي قاسم حول - الممثلة المغربية سناء موزيان - المُخرجة الفلسطينية مي المصري |

## الجوائز
الفائزون في مهرجان القاهرة السينمائي الدولي 2009 هم:
- الهرم الذهبي : خطابات إلى الأب يآكوب بقلم كلاوس هارو
- الهرم الفضي : القنفذ إخراج منى عشاش
- أفضل مخرجة: منى عشاش عن القنفذ
- جائزة سعد الدين وهبة (أفضل سيناريو): كلاوس هارو عن فيلم خطابات إلى الأب يآكوب
- أفضل ممثل:
  - فتحي عبد الوهاب عصافير النيل
  - سوبرات دوتا مادهولال ما زال يسير
- - أفضل ممثلة: كارولينا بيتشوتا عن فيلم الشظايا
- جائزة نجيب محفوظ (أفضل عمل إخراجي لأول مرة): جونزالو كالزادا عن لويزا
- جائزة يوسف شاهين (أفضل مساهمة فنية): فيرا جلاجوليفا عن حرب واحدة
- - أفضل فيلم عربي: أميركا للمخرجة شيرين دعيبس
- - أفضل سيناريو عربي: شيرين دعيبس عن عن أميركا
- تنويه خاص للفيلم العربي:
  - هليوبوليس لأحمد عبد الله
  - الليل الطويل حاتم علي
- الجائزة الذهبية لأفلام الديجيتال: نشوة في ألفين يابان
- الجائزة الفضية للأفلام الرقمية:
  - "المنفى في باريس
  - أول مرة
- جائزة لجنة الاتحاد الدولي للنقاد: منى عشاش عن فيلم القنفذ

## وصلات خارجية
- الموقع الرسمي لمهرجان القاهرة الدولي (باللغة الإنجليزية) نسخة محفوظة 2010-05-25 على موقع واي باك مشين.
- مهرجان القاهرة السينمائي الدولي: 2009 في قاعدة بيانات الأفلام على الإنترنت.